# VG-lista
VG-lista službena je Norveška diskografska udruga koja se bavi produkcijom i distribucijom glazbenih singlova i albuma te certificiranjem istih. VG-lista ima i svoje top liste singlova i albuma koje se izdaju tjedno. Podatke, koji se temelje na prodaju u 100 trgovina u Norveškoj skuplja Nielsen SoundScan.
Ljestvica s Topp10 prvi je put objavljena u listopadu 1958. godine, a 1995. se proširila na Topp20 ljestvicu, dok se u isto vrijeme ljestvica albuma od Topp20 proširila na Topp40.

## Certifikacije
| Albumi | Albumi     | Singlovi i glazbeni DVD-ovi | Singlovi i glazbeni DVD-ovi |
| ------ | ---------- | --------------------------- | --------------------------- |
| zlatna | platinasta | zlatna                      | platinasta                  |
| 15.500 | 30.000     | 5.000                       | 10.000                      |

## Vanjske poveznice
- Službena web stranica (norv.)
- Arhiva (engl.)